# Arvi (Wardha)
Arvi es una ciudad y  municipio situada en el distrito de Wardha en el estado de Maharashtra (India). Su población es de 42822 habitantes (2011). Se encuentra a 43 km de Wardha y a 94 km de Nagpur. 

## Demografía
Según el censo de 2011 la población de Arvi era de 42822 habitantes, de los cuales 21958 eran hombres y 20864 eran mujeres. Arvi tiene una tasa media de alfabetización del 90,56%, superior a la media estatal del 82,34%: la alfabetización masculina es del 94,38%, y la alfabetización femenina del 86,56%.